# ロバート・ローズ
ロバート・リチャード・ローズ（Robert Richard "Bobby" Rose, 1967年3月15日 - ）は、アメリカ合衆国カリフォルニア州コビーナ出身の元プロ野球選手。
日本プロ野球 (NPB) 時代は、セ・リーグ球団横浜ベイスターズで「マシンガン打線」の中心打者として活躍し、1998年シーズンのリーグ優勝・日本一に貢献した。「横浜史上最高の外国人選手」と称される選手であるとともに、日本プロ野球歴代2位のシーズン打点記録（153打点）保持者でもある。
MLBでの登録名はボビー・ローズであり、日本でも2000年のみボビー・ローズとしていた。また、2024年度より監督を務める予定だった火の国サラマンダーズでは、球団ウェブサイトでボビー・ローズと記載されていた。

## 来歴・人物

### アメリカ時代
カリフォルニア州コビナ市で生まれ、サン・ディマス高等学校に進学。1985年のMLBドラフト会議で、カリフォルニア・エンゼルスから5巡目指名を受け、契約を合意。1989年シーズンにはテキサスリーグで長打率.541の成績を残し、メジャーに昇格。1990年より、横浜大洋ホエールズのスカウトを務めていた牛込惟浩から注目される。
1992年はオープン戦で打率4割台、9本塁打と好成績を残しており、メジャーでも将来を嘱望される野手だったが、同年5月、ニューヨークからボルチモアへ移動中だったバスが交通事故を起こし、足首を捻挫した。また7月には試合中にフェンスに激突して右肘を捻挫しており、2度にわたって故障者リストに入った。メジャーリーグでは同年までの通算4年間で73試合に出場し、打率.245、5本塁打、23打点の成績を残した。マイナーリーグでは648試合に出場し、打率.288、49本塁打、372打点を記録している。
同年のシーズンオフの10月15日には、同シーズン限りで解雇されることが決まったR.J.レイノルズに代わる新外国人として、大洋と2年契約で契約を合意した。エンゼルスのファームディレクターを務めていたフランク・マルコスが大洋に対し「将来、内野手として立派に働ける」と推薦したことによる入団で、当時は「スラッガーとはいい難く、打率もそこそこ」と評されていたが、一方で走攻守三拍子揃っており、新監督に就任した近藤昭仁の走塁と守備を重視する野球観に合致していると評されていた。契約金は20万ドル（当時のレートで約2400万円）、年俸は30万ドル（約3600万円）で、2年目の契約はオプションという契約内容だった。ローズ自身は、バス事故からベイスターズとの契約までの期間を「ずっと眠っていて、起きたら日本にいたという感じだった」と表現している。なお、大洋球団はローズ加入後の11月11日に球団名を「横浜ベイスターズ」へ変更している。

### 横浜時代
日本球界1年目の1993年シーズンは年俸35万ドルで、開幕戦でいきなり犠打のサインが出たことからもわかるように、来日当初は併殺の取れる二塁手として打撃はあまり期待されておらず、守備要員という印象すらあった。同じく同年ベイスターズに入団したグレン・ブラッグスの方が大リーグの実績もあり、注目度も高かったがオープン戦から確実性の高い打撃を見せつけ、開幕すると勝負強さも発揮し、来日1年目から首位打者と打点王の二冠王争いを見せ、ベストナインを獲得した。1993年4月10日の開幕戦から1996年4月23日まで405試合連続出場を果たすなど、体も丈夫な選手であった。入団時約3600万円だった年俸は、1995年シーズンオフに1億円を超えた。
主に5番を打っていたが、大矢明彦新監督の構想により、3番打者として開幕を迎えた来日4年目の1996年シーズンも序盤こそ三塁手への守備位置のコンバートの影響もあったためか絶好調ではなかったが、最終的には打率を3割に乗せ、及第点の成績を残す。しかし球団はローズのパワーを物足りないと考え、翌期の契約も微妙な状況であったといわれる。ところが翌1997年シーズンは前年のシーズンオフにブラッグスが退団し、前年の終盤4番打者として育てていた鈴木尚典も怪我で開幕を出遅れると、半ば消去法的に4番打者に収まる。ローズ自身、自分は4番バッタータイプではないと考えていたというが、前年のシーズンから一転し、開幕から絶好調で、シーズンを通し4番打者として十分すぎる活躍を見せる。3番鈴木、4番ローズを中心としたいわゆる「マシンガン打線」もこの頃完成した。日本での活躍が認められ、オフには新設された大リーグ・ダイヤモンドバックスから獲得オファーが来るも断っている。翌1998年は開幕から不調と怪我が重なり、4番を外れることも多かったが7月末より猛打を取り戻し、シーズン終盤、優勝争いに入り疲れと固さの見えていた打線のポイントゲッターとしてリーグ優勝、日本一に大きく貢献した。
翌1999年シーズンは、6月30日にプロ野球史上初となる3度目のサイクル安打を記録、前半戦最後の試合となった7月22日のヤクルト戦では1試合10打点のセ・リーグタイ記録を達成した。前半戦を打率.388、27本塁打、100打点という成績で折り返し、史上初めて前半戦（81試合目。1試合欠場でローズ自身は80試合目）で100打点に到達した。7月25日のオールスター第2戦では2度の満塁でのタイムリーヒットに加えソロ本塁打を放ち、オールスタータイ記録となる6打点を挙げ、MVPに選出されている。シーズンでは、最終的に153打点を記録した（失速したわけではなく、前後半戦を試合数で分けた場合、前半の67試合で73打点、後半の67試合で80打点となる）。
このシーズン153打点は小鶴誠（松竹）の161打点（1950年）に次ぐプロ野球歴代2位の記録となり、打点王を獲得。同年のシーズンのリーグ2位のヤクルトのロベルト・ペタジーニとは41点差を付け、1963年に野村克也（南海）が記録した39点差を上回る新記録となった。さらに右打者では当時史上最高の打率.369を記録し、首位打者を獲得。また、192安打は当時セ・リーグ歴代1位の記録となり、最多安打も獲得。本塁打もリーグ3位の37本を記録するなどいずれも驚異的な打撃成績を残した。なお、本塁打数では9月30日の対巨人25回戦（横浜スタジアム）で2本塁打を放ったことでクレス（1964年）や田代富雄（1980年）の保有していた球団記録の36本塁打に並び、最終的には更新している。この年のセ・リーグMVPは優勝した中日の野口茂樹だったが、ローズも3位チームの選手であるにもかかわらず、MVPの投票で5位につけた。
このように大活躍をしたシーズンであったが、6月8日に突如引退宣言をしている。その後、妻の希望もあり、引退を撤回した。
2000年シーズンもリーグ2位 の打率.332を記録。2年連続でリーグ最多安打を記録するが年俸5億円超を要求したと言われ、交渉は決裂し、横浜を退団。巨人をはじめ国内他球団・MLB各球団が獲得を目指して争奪戦を繰り広げたが、いずれの球団が提示した条件も高額年俸を望むローズの要求と折り合いがつかなかった為、アメリカに帰国した。その後、2年間は日米のどの球団からも誘いはなく、実戦経験もなかったが、トレーニングは続けていた。

### 横浜退団後
2年間のブランクを経て、2002年シーズンオフ（アメリカ時間で12月5日・日本時間では12月6日）に千葉ロッテマリーンズと1年契約・年俸8000万円・背番号4で契約した。しかし春季キャンプ中の紅白戦3試合で8打席安打が出ず、2月19日には「野球に対する情熱がなくなった」との言葉を残し、退団となった。

来日からわずか28日後の退団は「史上最速退団」記録となってしまい、ロッテ首脳陣・ファンの期待を大きく裏切るものとなった。ローズの退団を受け、当時監督業に加えてスカウト活動も行っていた山本功児は代役としてホセ・フェルナンデスを獲得した。
引退後はアメリカ・コロラド州の、自身の子供が通う高校で野球のコーチをしていたという。
2012年4月4日、横浜スタジアムでの新球団・横浜DeNAベイスターズ開幕戦の試合前のイベントで、1998年の横浜優勝時の監督である権藤博、当時の同僚である佐々木主浩、谷繁元信（中日）とともに登場。佐々木から安打を打った。
2013年からは、テキサス・レンジャーズ傘下A級ヒッコリー・クロウダッズのコーチを務めていた。
2018年、ボルチモア・オリオールズ傘下A級デルマーバ・ショアバーズの打撃コーチに就任。
2023年、横浜DeNAベイスターズが6月2日～4日の埼玉西武ライオンズ戦で開催したイベントのスペシャルサポーターを務めるため来日した。イベントでは監督・コーチとなった三浦大輔、石井琢朗、鈴木尚典やかつてのチームメイトと再会したほか、2015年のアリゾナ・フォールリーグで自身が打撃コーチを務めていた際に教え子だったタイラー・オースティンとも横浜の地で再会した。
2023年11月24日、九州アジアリーグの火の国サラマンダーズ監督に就任することが発表された。発表では名前を「ボビーローズ」と記載していたが、その後チームウェブサイトに掲載されたスタッフリストでは中点入りの「ボビー・ローズ」となっている。しかし、2024年シーズン開幕前の2月15日、家族の都合による帰国が決まったため、同日付で退任したことが発表された。投手コーチ兼任選手の荒西祐大が監督代行を務めることも同時に発表された。

## プレースタイル

### 打撃面
NPB通算打率は.325。しかし、歴代ランキングの条件である4000打数に達していないため、ランク外となっている。不足分の71打数を凡打にしても打率.319であり、1位のレロン・リーの打率.320に肉薄する（歴代ランキングにおいては例外規定は適用されない。横浜時代に記録した1275安打は、外国人選手が一球団で放った安打数としてはレロン・リーについで史上2位である）。
巨人のバッテリーミーティングにおいて、長打はともかく単打を打たれる分には投手能力をマイナスに査定しない、とされるほど恐れられていたという。鹿取義隆は「投手から見ると、どこに投げても打たれそうな雰囲気のあるバッターでした」と語っている。
横浜時代に同僚だった駒田徳広は「同じチームでやっていて、本当に心強かった。どんな球がきてもヒットにしてしまいましたから。やや差し込まれても、右中間に打球が飛んでいく。その技術は凄かったですね」と語っている。ちなみに駒田は横浜在籍時に満塁本塁打を8本打っているが自分の前の打順でローズが敬遠で歩かせられらこともそれなりに多かったことで満塁になりやすく、これが満塁本塁打の量産につながった節ともなっていたという。

### 守備面
横浜時代に二塁手としてゴールデングラブ賞を獲得している。MLB・NPBでは二塁手、マイナーリーグでは三塁手としての出場試合が最も多く、1試合で全部のポジションを守った経験もある。
ローズ加入まで正二塁手として君臨していた高木豊は、引退後に自身のYouTube公式チャンネルで「三塁手として獲得したはずなのにローズが二塁しか守れないって言うから、俺が三塁に転向することになった」と発言している。

## 人物
日本に馴染もうとせず、取材嫌いで知られていた。1999年途中に引退宣言をした際、旧知のスポーツライターにその理由を「僕ら外国人選手なんて、使って捨てられるだけのような高給取りの娼婦みたいなもんだ。メジャーにいた経歴があるだけで、それなりの成績を残すのが当たり前と思われているから、もし成績が2割に落ちるとかになれば、嫌でも球団から辞めてくれと言われる。そんな惨めな思いはしたくないし、辞める時はいい時に自分の意志で辞めたい。」と明かしたことがある。また、引退後の2023年に応じたインタビューでは「僕の仕事は、グラウンドでパフォーマンスを見せる事であって、テレビ局で愛想よくインタビューに応じたり、スタイリストをつけて雑誌の撮影に応じることじゃない。たくさんのオファーをいただいていましたが、すべて断っていました。そのことで充分な準備ができず、集中力とパフォーマンスを削がれたくなかった」と述べている。
1998年から2000年まで横浜の監督を務めた権藤博を「最高のボス」と慕っている。ローズは毎年のように自分に取って代わる外国人を獲得したり、年俸の値上げを渋ったりする横浜フロントにわだかまりを持ち、打撃不振に陥っていた1998年のシーズン序盤や、絶好調であった1999年のシーズン中も引退を考えていた。1999年の夏頃、これを憂えた権藤は球団通訳ではなく、英語を話せる自分の娘のみを同伴させて1対1でローズと腹の割った話をした。結果「権藤がボスでいる間は引退を考えないようにするよ」と権藤に全幅の信頼を置いた。そして権藤が退任した2000年に、自らも横浜を去ることになる。引退の理由の一つに、家族との時間を大切にしたいということを挙げている。自分の知らないうちに娘がブラジャーをするようになっており、そのことに関して「娘の成長に目を向けられないほど、家族のことをほったらかしにしてしまっていた」という旨の発言をしている。
ロッテ時代は前述の通りキャンプ途中で退団してしまったが、キャンプ初日からチーム練習が始まる前に一人でウエートトレーニングを行う熱心さや頭脳的な打撃練習は首脳陣から絶賛され、チームメートは尊敬の眼差しで見つめていたという。
横浜退団後の2年間何をしていたのかについて「コロラドで家族と一緒に過ごしていた。フットボールを観戦したりウインタースポーツをしたり、また娘の通っている高校で野球を教えていた」と語っている。
ロッテ退団時には日本へまた来るかとの問いに「もちろん家族も自分も日本は大好き。野球をするためではないけれど必ず帰ってきたい。その時はソフトボール（選手）かもね」と語っている。
タイラー・オースティンとは、2015年のアリゾナ・フォールリーグで打撃コーチと選手の関係だった事があり、2023年にベイスターズのイベントのために来日した際にベイスターズに在籍するオースティンと再会している。

## 詳細情報

### 年度別打撃成績
| 年 度    | 球 団    | 試 合 | 打 席 | 打 数 | 得 点 | 安 打 | 二 塁 打 | 三 塁 打 | 本 塁 打 | 塁 打 | 打 点 | 盗 塁 | 盗 塁 死 | 犠 打 | 犠 飛 | 四 球 | 敬 遠 | 死 球 | 三 振 | 併 殺 打 | 打 率 | 出 塁 率 | 長 打 率 | O P S |
| -------- | -------- | ----- | ----- | ----- | ----- | ----- | -------- | -------- | -------- | ----- | ----- | ----- | -------- | ----- | ----- | ----- | ----- | ----- | ----- | -------- | ----- | -------- | -------- | ----- |
| 1989     | CAL      | 14    | 42    | 38    | 4     | 8     | 1        | 2        | 1        | 16    | 3     | 0     | 0        | 1     | 0     | 2     | 0     | 1     | 10    | 2        | .211  | .268     | .421     | .689  |
| 1990     | CAL      | 7     | 16    | 13    | 5     | 5     | 0        | 0        | 1        | 8     | 2     | 0     | 0        | 1     | 0     | 2     | 0     | 0     | 1     | 0        | .385  | .467     | .615     | 1.082 |
| 1991     | CAL      | 22    | 69    | 65    | 5     | 18    | 5        | 1        | 1        | 28    | 8     | 0     | 0        | 0     | 1     | 3     | 0     | 0     | 13    | 1        | .277  | .304     | .431     | .735  |
| 1992     | CAL      | 30    | 96    | 84    | 10    | 18    | 5        | 0        | 2        | 29    | 10    | 1     | 1        | 1     | 1     | 8     | 1     | 2     | 9     | 2        | .214  | .295     | .345     | .640  |
| 1993     | 横浜     | 130   | 544   | 486   | 61    | 158   | 33       | 4        | 19       | 256   | 94    | 2     | 3        | 1     | 4     | 47    | 8     | 6     | 63    | 16       | .325  | .389     | .527     | .915  |
| 1994     | 横浜     | 130   | 574   | 510   | 71    | 151   | 28       | 4        | 15       | 232   | 86    | 1     | 1        | 0     | 7     | 55    | 0     | 2     | 72    | 25       | .296  | .362     | .455     | .817  |
| 1995     | 横浜     | 130   | 552   | 492   | 76    | 155   | 32       | 4        | 22       | 261   | 97    | 3     | 1        | 0     | 6     | 38    | 2     | 16    | 76    | 15       | .315  | .379     | .530     | .909  |
| 1996     | 横浜     | 126   | 552   | 483   | 62    | 147   | 21       | 6        | 16       | 228   | 86    | 1     | 0        | 0     | 12    | 53    | 0     | 4     | 66    | 11       | .304  | .370     | .472     | .842  |
| 1997     | 横浜     | 130   | 572   | 463   | 70    | 152   | 30       | 7        | 18       | 250   | 99    | 3     | 2        | 0     | 7     | 91    | 11    | 11    | 70    | 17       | .328  | .444     | .540     | .984  |
| 1998     | 横浜     | 124   | 545   | 468   | 70    | 152   | 29       | 4        | 19       | 246   | 96    | 2     | 3        | 0     | 4     | 68    | 6     | 5     | 79    | 25       | .325  | .413     | .526     | .938  |
| 1999     | 横浜     | 134   | 597   | 521   | 93    | 192   | 34       | 2        | 37       | 341   | 153   | 3     | 1        | 0     | 6     | 63    | 7     | 7     | 81    | 19       | .369  | .439     | .655     | 1.093 |
| 2000     | 横浜     | 135   | 589   | 506   | 71    | 168   | 31       | 5        | 21       | 272   | 97    | 1     | 1        | 0     | 4     | 73    | 10    | 6     | 59    | 16       | .332  | .419     | .538     | .957  |
| MLB：4年 | MLB：4年 | 73    | 223   | 200   | 24    | 49    | 11       | 3        | 5        | 81    | 23    | 1     | 1        | 3     | 2     | 15    | 1     | 3     | 33    | 5        | .245  | .305     | .405     | .710  |
| NPB：8年 | NPB：8年 | 1039  | 4525  | 3929  | 574   | 1275  | 238      | 36       | 167      | 2086  | 808   | 16    | 12       | 1     | 50    | 488   | 44    | 57    | 566   | 144      | .325  | .402     | .531     | .933  |

- 各年度の太字はリーグ最高

### 年度別守備成績
| 年 度 | 球 団 | 一塁  | 一塁  | 一塁  | 一塁  | 一塁  | 一塁     | 二塁  | 二塁  | 二塁  | 二塁  | 二塁  | 二塁     | 三塁  | 三塁  | 三塁  | 三塁  | 三塁  | 三塁     |
| 年 度 | 球 団 | 試 合 | 刺 殺 | 補 殺 | 失 策 | 併 殺 | 守 備 率 | 試 合 | 刺 殺 | 補 殺 | 失 策 | 併 殺 | 守 備 率 | 試 合 | 刺 殺 | 補 殺 | 失 策 | 併 殺 | 守 備 率 |
| ----- | ----- | ----- | ----- | ----- | ----- | ----- | -------- | ----- | ----- | ----- | ----- | ----- | -------- | ----- | ----- | ----- | ----- | ----- | -------- |
| 1993  | 横浜  | -     | -     | -     | -     | -     | -        | 129   | 287   | 341   | 7     | 97    | .989     | -     | -     | -     | -     | -     | -        |
| 1994  | 横浜  | -     | -     | -     | -     | -     | -        | 130   | 332   | 340   | 15    | 97    | .978     | -     | -     | -     | -     | -     | -        |
| 1995  | 横浜  | -     | -     | -     | -     | -     | -        | 130   | 299   | 335   | 9     | 92    | .986     | -     | -     | -     | -     | -     | -        |
| 1996  | 横浜  | -     | -     | -     | -     | -     | -        | 88    | 208   | 222   | 13    | 58    | .971     | 36    | 15    | 60    | 3     | 10    | .962     |
| 1997  | 横浜  | -     | -     | -     | -     | -     | -        | 129   | 315   | 305   | 11    | 84    | .983     | -     | -     | -     | -     | -     | -        |
| 1998  | 横浜  | -     | -     | -     | -     | -     | -        | 124   | 317   | 331   | 9     | 89    | .986     | -     | -     | -     | -     | -     | -        |
| 1999  | 横浜  | 2     | 14    | 1     | 0     | 1     | 1.000    | 133   | 276   | 354   | 7     | 81    | .989     | -     | -     | -     | -     | -     | -        |
| 2000  | 横浜  | 4     | 3     | 0     | 0     | 1     | 1.000    | 135   | 306   | 426   | 9     | 85    | .988     | -     | -     | -     | -     | -     | -        |
| NPB   | NPB   | 6     | 17    | 1     | 0     | 2     | 1.000    | 998   | 2340  | 2654  | 80    | 683   | .984     | 36    | 15    | 60    | 3     | 10    | .962     |

- 太字年はゴールデングラブ賞受賞年

### タイトル
NPB
- 首位打者：1回 （1999年）
- 打点王：2回 （1993年、1999年）
- 最高出塁率：1回 （1997年）
- 最多安打：2回 （1999年、2000年）
- 最多勝利打点：1回 （1994年） ※特別賞

### 表彰
NPB
- ベストナイン：6回 （1993年、1995年、1997年 - 2000年）
- ゴールデングラブ賞：1回 （1998年）
- 月間MVP：3回 （1995年7月、1998年9月、1999年6月）
- オールスターゲームMVP：1回 （1999年 第2戦）
- セ・リーグ会長特別表彰：1回 （1999年）
- IBMプレイヤー・オブ・ザ・イヤー賞：1回 （1999年）
- 優秀JCB・MEP賞：1回 （1999年）
- JA全農Go・Go賞：2回 （最多二・三塁打賞：1995年8月、1997年8月）

### 記録
NPB初記録
- 初出場・初先発出場：1993年4月10日、対読売ジャイアンツ1回戦（東京ドーム）、5番・二塁手として先発出場
- 初打席・初安打：同上、2回表に斎藤雅樹から中前安打
- 初本塁打・初打点：1993年4月11日、対読売ジャイアンツ2回戦（東京ドーム）、4回表に宮本和知からソロ

NPB節目の記録
- 100本塁打：1998年7月19日、対広島東洋カープ18回戦（横浜スタジアム）、6回裏に黒田博樹から中越ソロ　※史上195人目
- 1000安打：1999年6月19日、対ヤクルトスワローズ13回戦（函館オーシャンスタジアム）、2回表に石井一久から右前安打　※史上195人目
- 150本塁打：2000年4月6日、対広島東洋カープ3回戦（広島市民球場）、6回表に高橋建から左中間へ満塁本塁打　※史上111人目
- 1000試合出場：2000年8月17日、対広島東洋カープ21回戦（広島市民球場）、4番・二塁手として先発出場　※史上363人目

NPBその他の記録
- 1試合10打点：1999年7月22日、対ヤクルトスワローズ17回戦（横浜スタジアム）　※セ・リーグタイ記録
- サイクル安打：3回 ※史上46人目（達成3度はプロ野球史上唯一[11]）
  - 1回目：1995年5月2日、対中日ドラゴンズ2回戦（横浜スタジアム）　※史上48度目
  - 2回目：1997年4月29日、対ヤクルトスワローズ4回戦（横浜スタジアム）　※史上49度目
  - 3回目：1999年6月30日、対広島東洋カープ11回戦（富山アルペンスタジアム）　※史上54度目
- オールスターゲーム出場：4回 （1995年、1997年、1999年、2000年）
- オールスターゲーム1試合最多打点：6（1999年第2戦、タイ記録）
- シーズン153打点（1999年） 歴代2位（2017年シーズン終了時点）[4]
- シーズン打率.369（1999年） ※右打者として当時のNPB記録（2008年に内川聖一が更新）
- シーズン192安打（1999年） ※当時のセ・リーグ記録（2005年に青木宣親が更新）
- 6年連続打率3割（1995年 - 2000年） ※外国人選手史上2人目

### 背番号
- 6（1989年 - 1992年）
- 23（1993年 - 2000年）
- 4（2003年）
- 98（2024年 - 同年2月15日）